# RAVE (漫画)
『RAVE』（レイヴ）は、真島ヒロによる日本の漫画作品。『週刊少年マガジン』（講談社）の1999年32号から2005年35号まで連載された。全35巻が発売され、漫画では「THE GROOVE ADVENTURE RAVE」「RAVE [レイヴ]」、テレビアニメでは「GROOVE ADVENTURE RAVE」というロゴ表記がされており、文字タイトルでもそのように扱われる場合がある。2020年2月時点で累計発行部数は2350万部を記録している。

## 概要
真島の初連載作品である。連載当初のキャッチコピーは「ポップでキュートな冒険ファンタジー」。当時の少年マガジンとしては珍しかったファンタジーを題材とした作品である。さらに、マガジン史上初のオールカラー20ページも掲載された。
1巻ではあとがきに「こんなマガジンらしくない作品を〜」と書かれているように、当時のマガジン誌上での流行とはかなり異なる新鋭作家の作品とあって、当初は人気面で苦戦していた。文庫版あとがきにおいて、人気が出始めたのはジークハルトが登場するあたりからだったと語っている。後年真島は、「エンディングは変わらずに、24〜25巻ほどで終らせて良かった気もする」と語っている。
タイトルを始め、地名や出来事などに音楽用語が使われている場合が多い。

## ストーリー
光の聖石レイヴと闇の魔石ダークブリングの戦争により、当時世界の10分の1を破壊したと言われるオーバードライブが起こってから50年後の世界。ガラージュ島に暮らす少年ハル・グローリーは、老人シバと出会う。レイヴの使い手である初代レイヴマスターのシバからレイヴを受け継ぎ、二代目レイヴマスターとなったハルは世界を救う旅に出ることになる。旅の先々での人々との出会い、別れを経て辿り着くのは世界の真実。ハル達の選ぶ答えとは。

## 構成
物語は大きく3つに分けられる。名称は一部を除き便宜上のもので公式なものではない。

### 第1部
デーモンカード編
ハルがプルーを釣り上げ、レイヴを入手し、エリーやムジカとの出会い、父ゲイルとの再会を経て宿敵キングとの対決までを描く。さらに細かく分類すると次のようになる。
- 序章
- ソング大陸編
- 魔導精霊力編

- キング編

### 第2部
シンフォニア編
キングを倒し、デーモンカードを壊滅させたハルたちは残りのレイヴを見つけるためにシンフォニア大陸を目指す。新たな仲間ルビーとの出会い、新たな敵ドリュー幽撃団との邂逅が描かれる。シンフォニアでは宿命の敵ダークブリングマスタールシアが登場。壊滅した父キングの組織デーモンカードは息子ルシアによって新生デーモンカードとして再興する。
闇の覇権争い編（ドリュー&オウガ編）
シンフォニアを離れたハルたちはサガの予言に従い南のレイヴを目指す。途中で出会った人魚のセリアにミルデスタへ誘われるが、そこはすでにオウガ率いる鬼神によって壊滅させられていた。さらにドリュー幽撃団が鬼神と同盟を結び、レイヴとミルデスタ、シルバーレイを巡って新生デーモンカードとの三つ巴の戦いに発展する。
星跡編
ドリューを倒したハルたちはかつて星の記憶が存在した星跡の洞窟へ向かい、そこで星の記憶の謎についての一端を知る。直後にドリューのシンクレアを狙ったルシアが奇襲を仕掛け、同じ力を持ったシンフォニアとレアグローブの末裔同士の一騎討ちとなる。ここでハルとルシアは禁じられた第9の剣を使い、一進一退の決戦の中で星跡が崩壊してエンドレスが復活する。

### 第3部
時の民編
ルシアとの決戦とほぼ同時期に起こったとされる物語。シンフォニアでハルたちに別れを告げたジークがシンクレアを追って故郷ミルディアンに戻るが、反逆者として捕らえられてしまう。幻影魔導士ニーベルの助けを経て牢を脱出したジークはハジャの真の目的を知り、それを阻止すべく闘う。
魔界編（ハードナー編）
崩壊した星跡を離れたハルたちは資金を稼ぐために舞踊の街リベイラに向かう。しかし、そこに魔導精霊力の使い手エリーがいることがブルーガーディアンズに知れてしまい、解放軍の本拠地へと向かう。そこで解放軍のリーダーユーマとブルーガーディアンズ総帥のハードナーとの因縁が明らかとなり、舞台は魔界へ移り、ハードナーとエンドレスとの融合を防ぐべく、ブルーガーディアンズとの全面戦争へと発展する。
星の記憶編
解放軍に別れを告げたハルたちは最後のレイヴを求めてデルハリア山脈の洞窟で最後の試練を受ける。ここで正式にハルは二代目レイヴマスターとして認められるが、初代のシバがその犠牲となる。その後ダークブリングの正体が明かされ、エリーの記憶を求めて52年前のシンフォニア王国へと飛ぶ。そこでエリーの記憶とジークハルトの正体が明かされ、現代で最後の戦いに向けた決意を新たにする。しかし、その矢先でハルに第10の剣が存在しないことを知ったムジカは自ら命を懸けて第10の剣を打ち、これをハルに託す。そしてルシアによって星の記憶の扉が開かれ世界は崩壊への一途を辿る中、かつての仲間達の援護でハルたちは最後の戦いへと向かう。

## 重要な語句
レイヴ（ホーリーブリング）
魔石ダークブリングに対抗するべく創られた聖石。ダークブリングを破壊することができる。もともとはホーリーブリングという名前だったが、レイヴを創ったために死んだとされた製作者のリーシャ・バレンタインを忘れないようにと、彼女の名と姓の最初と最後の文字 (ReshA ValentinE) を取ってレイヴ (RAVE) に改名された。
5つのレイヴはそれぞれ以下のような性質を持つ。
十字のレイヴ（仮称）。
レイヴの本体。もともとレイヴはこの形が基本であり、リーシャの死後（正確には封印後）にそれぞれの5つの能力が独立した聖石となった。これを握って何かを殴ると爆発を引き起こし、また知識のレイヴが無くともTCM第二の剣エクスプロージョンを発動させることができる。普段はTCMの同型の部分にはめ込まれている。石の部分に描かれているのはシンフォニアの紋章である。
作者は単行本の中で、十字のレイヴにも正式な名前があるがそれをいうと物語の結末にかかわるためいえないと発言している。
知識のレイヴ
闘いでのレイヴの使用方法を直接レイヴ使いの脳へ深い知識とともに植えつける能力を持つ。肉球の意匠が刻まれている。作中ではTCMの第9の剣までの各形態についてハルに深い知識を与え、剣を覚醒させるきっかけを起こした際に変化させる能力が見られた。
闘争のレイヴ
レイヴの使いであるプルーに秘められた能力を引き出す作用を持つ。これにより、プルーは爆風などを切り裂き、敵の攻撃を回避・無効化することができる。ただし、この状態は短時間で解除され、プルー自身も一時的に力を失ってしおれてしまう。羽の意匠が刻まれている。シバがオーバードライブから生還できたのは、このレイヴによってプルーがシバへの直接的な爆撃を避けたことによるものだと思われる。非常に有用だが、作中でハルは少ししか使わなかった。
未来のレイヴ
予言者サガ・ペンドラゴンとの通信機能を持つ。牙の意匠が刻まれている。冒険の上でサガの情報が鍵を握っていることも多く、これから起きるであろうことのすべてを知るサガとの通信機能を意図的にリーシャは付けていたようである。ただしサガ自身の性格のためにハル達が振り回されてしまうというギャグ的展開も見られ、作中でも役立たずのレイヴとして捨てられかけたことすらあった。
真実のレイヴ
すべての真実を映し出すレイヴ。尻尾の意匠が刻まれており、レイヴ使いの後継者が現れた時に、正当なマスターと認めるか否かを決める役割を持つ。ハルは当初マスターとして認められず、アリスの薬で若返った初代レイヴ使いシバとの、真のレイヴ使いの座を賭けた死闘を展開。最終的にはシバの命と引き替えに認められた。
なお、上記5つのレイブはルシアとの決戦を前にエリーによってひとつにされ、外見上は十字のレイヴと同じものとなった。
テン・コマンドメンツ（TCM）
レイヴを埋め込むことで、十の姿に変わる剣。元々は王国戦争時代、ガレイン・ムジカがシバのために造った。最終局面では、エリーがエーテリオンでレイヴの力を最大限まで上げた。シバからハルに託された直後、シュダとの戦いで一度折れ、パンクストリートでガレインによって打ち直される。レイヴェルト完成後、ガレイン製のものはその試し切りのためにハルによって折られた。"テン・コマンドメンツ"とは、英語で「十戒」の意。
なお、ルシアの十剣のDB・デカログス（ネオ・デカログス）でも同じ能力を使うことができる。ネオ・デカログスでは接頭詞「闇の（テネブラリス）○○」が付き、従来のものを遥かに上回る威力を発揮する。"デカログス"も古代ギリシャ語で「十戒」を意味する。
第1の剣 鋼鉄の剣「アイゼンメテオール」
通常形態。ハルは普段はいつもこの形態で持ち歩いている。魔法が一切かかっていない形態であり、そのため魔道士との戦いでは威力を発揮する（魔法では物理的な攻撃を直接防げないため）。剣同士の打ち合いの際にも多用されるが、かなりの重量を誇るため振り回すにはそれなりに力が必要になる。その大きさから盾の様に防御にも使われる。基本形態であるために、レイヴの使用が不可能な者であってもこの形態であれば誰でも扱うことができる。また、十字のレイヴがはめられていない状態ではくすんだ色をしており、レイヴが装着されることで本来の状態を取り戻す。
第2の剣 爆発の剣「エクスプロージョン」
斬れないが、爆発させて打撃ダメージを与えられる剣。直接的な殺傷能力がないためハルが最も好んで使う剣だが、自身にもかなりの衝撃が走るので連続では使えない。後半では他の剣との連携でよく用いられた。
第3の剣 音速の剣「シルファリオン」
スピードに特化した超軽量の剣で、高速度での移動と攻撃が可能になり、その速度は一振りで七つの斬撃を放つ。ただし、使用者の体も軽くなり一撃の威力は小さくなる。そのスピードを活かし「エクスプロージョン」など他の剣と連携することで弱点を補うことも可能。音速というのは高速の例えであり実際に音速が出るわけではない。
後半は自分自身の高速移動手段として多用された。
第4の剣 封印の剣「ルーン・セイブ」
物質以外の斬れないものを「斬る」剣で、主に魔法防御に用いられる。その他、「魔法」「魔力」「自分の心」などを封印することも可能。普通の物質は斬れず、刃はそのまますり抜けてしまう。ハルはこの剣を使い、自分の心やエリーのエーテリオンを一時的に封印したことがある。
第5の剣 双竜の剣「ブルー＝クリムソン」
炎と氷の属性を持った2つの剣を使う。炎と冷気による遠隔攻撃も可能で、2つを組み合わせることで多彩な攻撃ができる。しかし、ハルは両利きではないので完全に使いこなすことはできない。
第6の剣 真空の剣「メル・フォース」
剣から突風を起こし、相手を吹き飛ばしたり自分を飛ばしたりすることができる。剣圧によって地割れを引き起こすことや、風圧による衝撃で相手の動きを止めることも可能である。
第7の剣 重力の剣「グラビティ・コア」
「シルファリオン」と反対の性質を持った剣で、凄まじい重量と破壊力を誇る。また、ハルは重さにまかせて海中を高速降下するというトリッキーな使い方もしている。
第8の剣 太陽の剣「ミリオンサンズ」
光の属性を持っていて、闇属性に対して有効な攻撃が可能。剣そのものを強く発光させることが可能なので、目くらましとして逃走手段にも使える。
第9の剣 羅刹（らせつ）の剣「サクリファー」
闘争心以外のすべての感情を封じ、文字通り"羅刹"の如き戦闘力を発揮する剣。そのため使用者の自我を蝕み、最終的には命まで奪ってしまう。また、強い殺戮衝動に駆られることで、敵味方の区別もつかなくなっていく。テン・コマンドメンツは元々シバのために作られた剣だったため、ハルはこの剣を制御できず体を侵食されてしまい、我に返った瞬間、後遺症で一時的に剣を握れなくなってしまった。「シバの」テン・コマンドメンツを使ったハルの能力は、ここで限界となった。仲間のプルーさえ殺そうとしたこの剣を、ハルは封印して二度と使わないことを誓った。
なお、デカログスを用いてルシアもこの剣を使用したことがあり、ルシア自身とこの剣は親和性が高かったのかこちらは完全に制御できていた(シュダ曰く「蛇の道は蛇」)。
ハルの第9の剣（ゲーム版「未完の秘石」） 聖歌の剣「アンセム・ブレッサー」
「未完の秘石」に登場したオリジナルの第9の剣。発売当時は原作では第8の剣まで登場しており「サクリファー」は未登場だったためオリジナルの剣が加わった。
ハルの第10の剣 聖剣「レイヴェルト」
邪悪なものを打倒す破魔の力を持つテン・コマンドメンツ最強の剣。ハルが使うべき第10の剣が存在しないことを知ったムジカがTCMの鋼塊（インゴッド）を銀術の力を最大限使い、「紲の銀の雫」を加え命がけで創り上げた代物。レイヴをはめ込めば以前同様、ほかの剣も使えるようになる。
名前はレイヴとドイツ語で「世界」を意味する「ヴェルト」を組み合わせてつけられた。
ルシアの第10の剣 「ダークエミリア」
光を打ち破るという「レイヴェルト」とは対の能力を持った最強の剣。エミリアは、ルシアの母であり物語の重要人物である女性の名前。
シバの第10の剣 星空の剣「スターレイヴァー」
本編には登場しない。シバが使っていた当時の「テン・コマンドメンツ」第10の剣。十字のレイヴをそのまま巨大化させたような外観である。本編で「スターレイヴァー」が使われることはなかったが、ゲーム版「未完の秘石」では一定条件を満たすことで「スターレイヴァー」を使うハルを見ることが可能である。
ダークブリング (DB)
世界中に散らばる闇の力を持つ邪石。その根源は並行世界を消そうとするエンドレスの力。一つ一つが特殊な能力を持ち、使用者に超常の力を与えるが、心が弱いとその魔力で悪にとりつかれてしまう。その力を完全に引き出すことで真の力（本来の能力とは相反する力）が使用できるようになる（ただこの設定は一度しか使われなかった）。DBを破壊できるのはRAVEとプルーの鼻（？）だけだが、マザーDBの意志でも破壊できる。六星やマザーのような特殊なものを除けば同じ能力のものも比較的多く出回っているようである。また、四天魔王のアスラは全身にDBが埋め込まれ、人工と裏、マザーといった特別なもの以外ほぼすべてのDBの能力が使える。個々のDBの能力はRAVEの登場人物を参照。
上級DB
通常のDBより強力な能力を持つものをいう。各チームの幹部クラスが持つ。
最上級DB
上級DBよりさらに上のDB。技の威力よりも特殊な効果の点で上級なものと思われる。おもにキングが使用。
六星DB
DBの中でも特に強力な威力をほこる6つのDB。自然の力を操る。ハジャ以外の六祈将軍が1つずつ所持。
裏DB
自分の心や体を対価として使うDB。異形の姿に変身することで強大な力を得られるが人の力では制御できず、使うと二度と元の姿には戻れない。キングなど一部の登場人物が切り札として使用。表には伝説として知られており、ゲイルは噂を聞いていてキングが裏DBを出したことで裏DBが実在したことに驚いていた。
人工DB
DBと人の肉体を融合させることによって作られたDB。キルキラ・イゴールによって五六式と六一式が作られ実用化された。名前は完成した年号から取られている。
マザーDB
別名、シンクレア。DBの母たる存在。5つのレイヴと対をなす邪石。世界中に無数に散らばっているDBの母なる存在。50年前、大破壊を引き起こし、その衝撃でレイヴ同様5つに分裂、各地に飛び散った。シンクレアにはそれぞれ意思があり、シンクレア本体が持ち主と認めた者以外は使えない。すべてのDBの母なる存在なので、このDBの持ち主をDBで攻撃することはできない。各シンクレアは以下のような性質を持つ。ただし、ルシアが持っていたものは名称が、アスラが所有していたものは名称・能力とも不明。
ヴァンパイア
ドリュー幽撃団団長のパンプキン・ドリューが所有。地下の牢獄で発見され、「落ちてきたのか、あるいは元からそこにあったのか」定かでない。引力と斥力を操り、さらには物体を圧縮、ブラックホールの要領で消し去る。ドリューそのものを「闇」に染めることで「人間」に対する憎しみを増大させていた。
ちなみに、本来の能力は引力支配だが、斥力の能力は、ドリュー曰く「DBを極めたことで対極に位置する能力も会得した」とのこと。
ラストフィジックス
鬼神総長オウガが所有。シンクレアの入手経路などは不明。持ち主に対する物理攻撃を一切無効化するが、魔法などには効果がない。作者自ら「強さの割りに出すのが早過ぎた」と反省の弁を述べている。
アナスタシス
ブルーガーディアンズ船長のハードナーが所有、すべてを失ったハードナーの心に取り憑いた。すべての存在を再生させるという能力を持ち、いくら攻撃を受けても再生するという不死に近い体を授ける。しかしその力は無限ではなく、レット・ハルとの連戦や、さらに過信して力を使い過ぎたため再生力を失っていった。
エンドレス
塗り替えられた歴史を正そうとする力が、人々の記憶と邪悪な意思によって具現化した忘却の王。すべての記憶を消し去り無を求め、あらゆる破壊活動を行う。実体が人々の記憶から構成されており、魔導精霊力以外の手段では消滅させることはできず、通常の攻撃方法では足止めが限界となる。過去に星の記憶における時空操作によって幾度か消滅させられているが、時空操作そのものがエンドレスの生まれる条件なので、暫く期間をおいては復活してしまう。それゆえに「終わり亡き者（エンドレス）」の名が付いた。その正体はダークブリングそのものであり、5つのシンクレアが揃った時に本来の姿である次元崩壊のダークブリングへと姿を変えた。最終段階ではルシアとほぼ同化し、星の記憶すら忘却させるまでの怪物と化したが、エリーの魔導精霊力で消滅した。
魔導精霊力（エーテリオン）
すべての魔法の上にある究極の魔法（無属性）。創造と破壊の魔法と言われ、その威力はオーバードライブをも凌ぐ。使用と制御ができる者の誕生率が極端に低く、作中ではエリー／リーシャ・バレンタインだけである。過去には人工的に魔導精霊力を創り出す研究も行われたが、結局失敗に終わっている。リーシャはこの魔法でホーリーブリング（レイヴ）を創った。また、ハルとルシアの最終決戦で、エリーはエンドレスを葬るためにこの魔法を使ったが、魔導精霊力は多用すると記憶障害を引き起こすため、レイヴを創ったときやエンドレスを倒したとき、エリーは一時的に記憶喪失となった。
星の記憶
人々の記憶の集合体が結晶化して形成された空間で、時空の操作ができる場所。過去の歴史を書き換えることで自らの願望を叶えることができる。シンフォニア王国に伝わる伝説では、すべての問いが集まり、すべての答えがある場所と語られている。過去に星の記憶の扉を開いた者（レアグローブ家の先祖アルシェラ）が時空操作をしたことで、後述する並行世界が生まれた。
星の記憶は常に移動をしていて見つけ出すのが困難だが、完全なるレイヴかマザーダークブリングを使えば星の記憶へ行ける。ジークによれば、レイヴが星の記憶の正門であれば、ダークブリングは裏口であるという。
魔界では「聖地」とも呼ばれる場所であり、世界中でその神聖な存在は語り継がれていたようである。
星の記憶の内部そのものは宇宙のような幻想的な光景だが、外見上は黒い球体状の不気味な異空間が形成される。役目を終えた星の記憶は記憶の結晶を残した星跡となり、時空操作はできなくなるものの、記憶の保存媒体としては機能する。
魔界
人間界とは別の次元でこの星に存在する世界。作中では位置づけが曖昧だが、魔界と人間界の二つを合わせて一つの並行世界を形作っている。つまり「並行世界の消滅」は「人間界と魔界両方の消滅」を意味し、人間界と魔界は危機を共有している。おもに魔人（魔族）や亜人と言われる、人間と動植物の組み合わさったような人種が居住している。存在自体は早くから語られていたが、実際に描かれたのはハードナー編のみ。景観は人間界と変わらない。竜人のジュリアとレットの故郷でもある。四天魔王と呼ばれる4人の魔王により支配され、その下にも何人かの魔王がいる。稀に人間界に帰化するものもおり、魔王ドリューは魔界での身分を捨てて人間界へと降り立った。かつてはその響きの禍々しさと人間から見れば異形なその姿から亜人は恐れられていたが、人間界での亜人の増加により次第にそのような意識は薄れているようである。ハードナー編終了時、魔界に長き平和が訪れたことを示す解説文が挿入された。しかし、その後の戦いで、魔界を統治する四天魔王が全員倒れるという、魔界にとっては重大であろう出来事が発生している（作中では四天魔王亡き後の魔界の情勢について一切触れられていない）。
竜人（ドラゴンレイス）
魔界に住む亜人の一種で、基本的な姿は人間と同じだが竜の身体的能力（筋力、強靭性、炎の息など）を持った種族。レット、ジュリア、ジェガン、ジェイドがこれに属する。20歳を過ぎると「半竜化」（他のファンタジー作品における竜人の様な姿）して「修行期」に入り、その姿で1年過ごした後「社（やしろ）」にて体内の竜の心を解放する「解竜の儀」を行い、人間形態に戻って成人と認められる（「社」以外で「解竜の儀」を行うと竜の心に支配され、理性のない竜になる危険がある。なお、レットは社に行かずに「解竜の儀」を行った）。なお、成人した王族は竜王の姿へと戻ることも可能だが、代償として理性を失い、最終的には命を落とす。
緑人（グリーンレイス）
魔界に住む亜人の一種で、人間と植物が混ざった姿の種族。争いを好まないが他種族に対する警戒心も強い。集団で「森の歌」を歌って植物を操る能力がある。また、薬効のある植物にも詳しい。
ペンギン型亜人
ルビーとパールが属する種族。緑人達の台詞からすると魔界でも珍しいらしい。別名「ペンギン星人」。
現行世界と並行世界
現行世界とは人類が滅亡する未来を辿った世界である。原因は飢餓や疫病、出生率の低下や環境破壊など。世界にただ一人生き残った女性、アルシェラ・レアグローブは星の記憶にたどり着き、時間を人類の栄えた過去に戻した。その後、未来を知るアルシェラの働きで人類は滅びの運命を逃れ、作中で描かれる並行世界の歴史を作っている。しかしこれは人類滅亡の未来からは繋がりようのない、即ち本来ならば有り得なかった世界であり、そのためにこれを消し去ろうとするエンドレスが現れることになった。このことから、アルシェラの行った時空操作は並行世界における原罪（オリジナルシン）とされている。
属性
作中の登場人物や魔法には、それぞれ属性が決められている。光・火・雷・土・闇・水・海・風・無の九種類であり、無属性以外の8種はお互いに少しずつ相互関係がある。自分と同じ属性の魔法攻撃を受けても効果がない（魔法によっては例外もある）。反対の属性の場合は弱点になる（光⇔闇、火⇔水、雷⇔海、土⇔風。無属性の相性はすべて普通）。属性によって性格や人間関係にも多少影響が出るが、100%そうではない（反対の属性の者と仲良くできない訳ではなく、同じ属性の者と敵対することもある）。基本的に属性は誕生日によって決まるが、後天的に属性が変わることもある（ゲイル、キング、ルシアなど）。下記は各属性の特徴。
- 光属性は「正義感溢れるヒーロータイプ」とされており、ハルやエリーなどがこの属性。力 6、知力 3、行動力 7、運 9
- 火属性は「熱血の炎を持った斬り込み隊タイプ」とされており、レットやシュダなどがこの属性。力 8、知力 7、行動力 6、運 4
- 雷属性は「キレると恐いファイタータイプ」とされており、ムジカやゴウなどがこの属性。力 8、知力 4、行動力 8、運 5
- 土属性は「我慢強さを持った護衛隊タイプ」とされており、ベリアルやオウガなどがこの属性。力 9、知力 7、行動力 2、運 7
- 闇属性は「カリスマ性溢れる王様タイプ」とされており、ルシアやドリュー、ケツプリ団などがこの属性。力 9、知力 8、行動力 7、運 6
- 水属性は「流れる様に戦況を変える軍師タイプ」とされており、ユリウスやディープスノーなどがこの属性。力 4、知力 8、行動力 8、運 5
- 海属性は「広く深い知識を持った魔導士タイプ」とされており、セリアやカトレアなどがこの属性。力 3、知力 10、行動力 6、運 7
- 風属性は「行動力で情報を集める偵察隊タイプ」とされており、ルビーやジェガンなどがこの属性。力 5、知力 5、行動力 10、運 5
- 無属性は「謎に包まれた用心棒タイプ」とされており、ジークハルトなどがこの属性。力 7、知力 7、行動力 7、運 7

## 地名
ガラージュ島
ハルの家、サクラの墓、ゲイルの墓
ソング大陸
ヒップホップタウン、パンクストリート、スカ村、トレモロ・マウンテン、エクスペリメント、ブルースシティ、ドラムンベース、サンバ、魔導精霊力研究所、エルナディア
ルカ大陸
エルダ、ラーバリア、ジンの塔、ボニタ
アクアパレス
シンフォニア大陸
シンフォニア城、レアグローブ国、リーシャの墓、新デーモンカード本部、レアグローブ南の砦
デバコの村
アカペラ島
アルバナ大陸
メガユニット、デノンの町、エリオスの村、ルドラの都、カザン、マリールーズ、帝国本部
サザンベルク
シルバーナイツ落下点、ダークブリングの洞窟、ミルデスタ、宵藍、リバーサリー、深海の祠、ペリペリオール
ウルクリック島
コッペ村、ガジン村
オルベスク
イーマ大陸
コルサ・カデラ平原、星跡の洞窟、ディアマの町、リベイラ、リストドーム
魔界
ノルワーン、ベスタ村、ブロッサ、ブレイア村
その他
クラシックタウン
ハードコア山脈
テクノティカ
クバ砂漠
エルナディア

## 技法
技法として対の関係を際立たせている。
おもな対の関係は、
| シンフォニア                           | レアグローブ           |
| -------------------------------------- | ---------------------- |
| マラキア・シンフォニア・グローリー五世 | シャクマ・レアグローブ |
| ゲイル・グローリー                     | ゲイル・レアグローブ   |
| ハル・グローリー                       | ルシア・レアグローブ   |
| シュダ                                 | ディープスノー         |
| サクラ・グローリー                     | エミリア・レアグローブ |
| ホーリーブリング (RAVE)                | ダークブリング         |

| デーモンカード       | ブルーガーディアンズ |
| -------------------- | -------------------- |
| ゲイル・レアグローブ | ハードナー           |
| ルシア・レアグローブ | ナギサ・アンセクト   |
| ディープスノー       | ルナール             |
| ゲイル・グローリー   | ユーマ・アンセクト   |
| 六祈将軍             | 六つの盾             |

ほかに例外的な対の関係（魔法と生物など）では、
| 現行世界の産物   | 平行世界の産物   |
| ---------------- | ---------------- |
| エーテリオンの力 | エンドレスの力   |
| 星の記憶の力     | DBの力とRAVEの力 |

となっている。
こうすることで「対の関係にある者同士は、ほぼ同等」と見られ、それによって片方の力の描写だけでもう一方の力の表現もできるほかにどちらが勝ってもおかしくない状況にできるなどの利点が生じる。対の関係を際立たせたことは作者もインタビューで語っているため、故意におこなったものである。この手法自体は、先述のとおり多くの物語作品で多用されているものだが、この作品は最後の戦い（平行世界と現行世界）に至るまで、この対の関係を取り入れるなど一つの技法に徹している。
対の関係を多用している漫画は『RAVE』のほかに『人造人間キカイダー』や『DEATH NOTE』などがある。

## 書誌情報

### 単行本
- 真島ヒロ 『RAVE』 講談社〈KCマガジン〉、全35巻
  1. 1999年11月17日第1刷発行、ISBN 4-06-312779-6
  2. 1999年12月15日第1刷発行、ISBN 4-06-312788-5
  3. 2000年2月17日第1刷発行、ISBN 4-06-312806-7
  4. 2000年5月17日第1刷発行、ISBN 4-06-312841-5
  5. 2000年7月17日第1刷発行、ISBN 4-06-312860-1
  6. 2000年9月14日第1刷発行、ISBN 4-06-312884-9
  7. 2000年11月16日第1刷発行、ISBN 4-06-312904-7
  8. 2001年1月17日第1刷発行、ISBN 4-06-312925-X
  9. 2001年3月16日第1刷発行、ISBN 4-06-312950-0
  10. 2001年5月17日第1刷発行、ISBN 4-06-312969-1
  11. 2001年8月10日第1刷発行、ISBN 4-06-313008-8
  12. 2001年9月17日第1刷発行、ISBN 4-06-313019-3
  13. 2001年11月16日第1刷発行、ISBN 4-06-313042-8
  14. 2002年1月17日第1刷発行、ISBN 4-06-313065-7
  15. 2002年3月15日第1刷発行、ISBN 4-06-313085-1
  16. 2002年5月17日第1刷発行、ISBN 4-06-363106-0
  17. 2002年7月17日第1刷発行、ISBN 4-06-363122-2
  18. 2002年9月17日第1刷発行、ISBN 4-06-363144-3
  19. 2002年11月15日第1刷発行、ISBN 4-06-363165-6
  20. 2003年2月17日第1刷発行、ISBN 4-06-363201-6
  21. 2003年4月17日第1刷発行、ISBN 4-06-363224-5
  22. 2003年6月17日第1刷発行、ISBN 4-06-363249-0
  23. 2003年8月12日第1刷発行、ISBN 4-06-363272-5
  24. 2003年10月17日第1刷発行、ISBN 4-06-363297-0
  25. 2003年12月17日第1刷発行、ISBN 4-06-363318-7
  26. 2004年2月17日第1刷発行、ISBN 4-06-363336-5
  27. 2004年4月16日第1刷発行、ISBN 4-06-363358-6
  28. 2004年6月17日第1刷発行、ISBN 4-06-363387-X
  29. 2004年8月17日第1刷発行、ISBN 4-06-363412-4
  30. 2004年10月15日第1刷発行、ISBN 4-06-363435-3
  31. 2005年1月17日第1刷発行、ISBN 4-06-363471-X
  32. 2005年3月17日第1刷発行、ISBN 4-06-363496-5
  33. 2005年5月17日第1刷発行、ISBN 4-06-363523-6
  34. 2005年7月15日第1刷発行、ISBN 4-06-363549-X
  35. 2005年9月16日第1刷発行、ISBN 4-06-363569-4

### 関連書籍
| タイトル                          | 発売日         | 出版社 | ISBN          |
| --------------------------------- | -------------- | ------ | ------------- |
| RAVE THE GUIDE BOOK               | 2000年12月22日 | 講談社 | 4-06-334368-5 |
| RAVE THE GOODS BOOK               | 2000年12月22日 | 講談社 | 4-06-334367-7 |
| RAVE 0 THE GUIDE BOOK SPECIAL     | 2001年10月17日 | 講談社 | 4-06-334465-7 |
| RAVE THE GOODS BOOK DELUXE        | 2001年10月17日 | 講談社 | 4-06-334464-9 |
| RAVE Another World THE GUIDE BOOK | 2002年3月15日  | 講談社 | 4-06-345410-X |
| RAVE THE GUIDE BOOK THIRD         | 2002年7月17日  | 講談社 | 4-06-345499-1 |
| RAVE なぞなび                     | 2003年10月17日 | 講談社 | 4-06-334784-2 |
| RAVE THE LAST GUIDE BOOK          | 2005年9月16日  | 講談社 | 4-06-372064-0 |

## 関連作品
プルー奪還作戦!!
上条明峰のSAMURAI DEEPER KYO、綾峰欄人のGet Backersとの合作漫画。GBが強奪屋でKYOが奪還屋という設定で賞金首のプルーを巡って争奪バトルする漫画。
レイヴ大爆笑`03
変なラーメン屋の話。ハルが客でムジカとエリー、グリフ、プルーが店員の設定。ラーメンには人（ケツプリ団のリーダー）の汗や作り方を忘れていろんな物を混ぜられた物、ミルデスタにいた貝をかぶった全裸のオヤジ、さらには爆弾が入っていた。

## テレビアニメ
2001年10月から2002年9月までTBS系列で放送された（全51話）。原作第1巻から12巻（シンフォニア編まで）がアニメ化された。また、最終話では、原作者の真島ヒロが声優としてマジマという名前でカメオ出演している。

### スタッフ
- 原作 - 「RAVE[レイヴ]」真島ヒロ（講談社 週刊少年マガジン連載中）
- 企画 - 野内雅宏（講談社）、山村俊史（TBS）※各々の所属社名（　　　）はノン・クレジット
- 監督 - 渡部高志
- 助監督 - 則座誠
- シリーズ構成 - 岸間信明
- キャラクターデザイン - 松島晃
- プロップデザイン - 高遠和茂
- 美術設定 - 坂本信人
- 美術監督 - 中山恭子
- 色彩設計 - もちだたけし
- 撮影監督 - 川口正幸
- 特殊効果 - 斉藤丈史〔1話-19話、21話-44話、46話-48話、50話、51話〕
- アニメーションツール - Animo〔1話-6話、26話-44話、46話-48話、50話、51話〕
- 編集 - 坂本雅紀（森田編集室）
- ビデオ編集 - 東京現像所　山本洋平、杉原光恵〔1話-34話〕
- 録音スタジオ - タバック
- 録音 - 立花康夫
- 録音助手 - 明石崇廉〔1話-16話〕→伊東光晴〔17話-〕
- 効果 - 蔭山満
- 音楽 - 川井憲次
- 音響監督 - 藤野貞義
- 音楽プロデューサー - 宿利剛
- 音楽製作 - スターチャイルドレコード
- 音響効果 - 蔭山満
- 音響制作 - ダックスインターナショナル　平田哲、飯田里樹
- 企画協力 - 週刊少年マガジン編集部　吉田武晴　松木則明　吉本雅和
- アシスタントプロデューサー - 近藤眞樹（TBS）〔1話-4話〕→神宮司剛史（TBS）〔6話-〕、永谷敬之（スターチャイルド）
- 宣伝プロデュース - 鈴木誠二〔1話-26話〕
- 宣伝担当 - 田中瑞穂
- TBSオフィシャルサイトWEBデザイン - 西巻薫〔25話、51話〕
- 制作担当 - 飯嶋浩次
- プロデューサー - 間瀬泰宏（TBS）、野口和紀（スタジオディーン）
- アニメーション制作 - スタジオディーン
- 製作 - RAVE製作委員会（源生哲雄、諸冨洋史、岡崎剛之）、TBS

### 主題歌
オープニングテーマ
「Butterfly Kiss」（第1話 - 第25話）
作詞・歌 - 米倉千尋 / 作曲 - 鵜島仁文 / 編曲 - aqua.t
「Higher and Higher」（第26話 - 第51話）
作詞・作曲 - 雲子 / 編曲 - DECKY
歌 - 雲子（第26話 - 第50話） / 歌 - 川澄綾子（第51話）
エンディングテーマ
「琥珀の揺りかご」（第1話 - 第25話）
作詞・作曲・歌 - 米倉千尋 / 編曲 - aqua.t
「飛行船」（第26話 - 第51話）
作詞・作曲 - 雲子 / 編曲 - 山田正人
歌 - 雲子（第26話 - 第50話） / 歌 - 川澄綾子（第51話）

### 各話リスト
| 話数 | サブタイトル                             | 脚本              | 絵コンテ          | 演出            | 作画監督              | 初回放送日      |
| ---- | ---------------------------------------- | ----------------- | ----------------- | --------------- | --------------------- | --------------- |
| 1    | レイヴを継ぐ者                           | 岸間信明          | 渡部高志          | 則座誠          | 服部憲知              | 2001年 10月13日 |
| 2    | 爆炎のシュダ                             | 岸間信明 十川誠志 | 松下ユキヒロ      | 松下ユキヒロ    | 森本浩文              | 10月20日        |
| 3    | 伝説の鍛冶屋ムジカ                       | 隅沢克之          | 石山タカ明        | 上坪亮樹        | 高橋真一              | 10月27日        |
| 4    | 獣剣の男ランス                           | 時村尚            | 新留俊哉          | 吉田俊司        | 服部憲知              | 11月3日         |
| 5    | 復活! テン・コマンドメンツ               | 岸間信明          | 松下ユキヒロ      | 清水明          | 斉木タロヲ            | 11月10日        |
| 6    | 対決! ムジカのふたつの剣                 | 隅沢克之          | そえたかずひろ    | 則座誠          | 高橋真一              | 11月17日        |
| 7    | 決着! 勝利の爆発の剣[エクスプロージョン] | 隅沢克之          | 石山タカ明        | 松下ユキヒロ    | 波風立流              | 11月24日        |
| 8    | 銀の律動[シルバリズム]のムジカ           | 時村尚            | 佐藤照雄          | 上坪亮樹        | 森本浩文              | 12月1日         |
| 9    | プルーのひみつ                           | 岸間信明          | 新留俊哉          | 新留俊哉        | ふかざわまなぶ        | 12月8日         |
| 10   | 雷鳴の記憶                               | 吉岡たかを        | 鈴木輪流郎        | 吉田俊司        | たけだゆうさく 松島晃 | 12月15日        |
| 11   | ダンシング・ヒーロー                     | 隅沢克之          | 渡部高志          | 清水明          | 服部憲知              | 12月22日        |
| 12   | ラストシーン                             | 時村尚            | 石山タカ明        | 即座誠          | 佐藤和巳              | 12月29日        |
| 13   | 星降りの地                               | 吉岡たかを        | 松下ユキヒロ      | 松下ユキヒロ    | 波風立流              | 2002年 1月5日   |
| 14   | 謎の暗殺者                               | 岸間信明          | 即座誠            | 上坪亮樹        | 森本浩文              | 1月12日         |
| 15   | 第2のレイヴ                              | 隅沢克之          | 新留俊哉          | 新留俊哉        | たけだゆうさく 松島晃 | 1月19日         |
| 16   | 決闘! バニッシュフィールド               | 時村尚            | 吉田俊司          | 吉田俊司        | 河南正昭              | 1月26日         |
| 17   | シュダ天空に散る                         | 吉岡たかを        | 松下ユキヒロ      | 清水明          | 服部憲知              | 2月2日          |
| 18   | ラプソディア爆発5秒前                    | 岸間信明          | 新留俊哉          | 即座誠          | 佐藤和巳              | 2月9日          |
| 19   | 3173の女                                 | 隅沢克之          | 松下ユキヒロ      | 松下ユキヒロ    | 森本浩文              | 2月16日         |
| 20   | エリーの悲劇…                            | 時村尚            | 渡部高志          | 大庭秀昭        | 松岡秀明              | 2月23日         |
| 21   | 激突! ハル対ジークハルト                 | 吉岡たかを        | 新留俊哉          | 新留俊哉        | たけだゆうさく 松島晃 | 3月2日          |
| 22   | 封印の剣ルーンセイヴ                     | 岸間信明          | 新留俊哉          | 吉田俊司        | 河南正昭              | 3月9日          |
| 23   | エーテリオン覚醒                         | 岸間信明          | 松下ユキヒロ      | 清水明          | 波風立流              | 3月16日         |
| 24   | エリーとの約束                           | 隅沢克之          | 松下ユキヒロ      | 則座誠 平向智子 | 森本浩文              | 3月23日         |
| 25   | さらばソング大陸                         | 時村尚            | 則座誠            | 松下ユキヒロ    | 佐藤和巳              | 3月30日         |
| 26   | 大強盗! ケツプリ団                       | 吉岡たかを        | 吉田俊司          | 吉田俊司        | 松島晃                | 4月6日          |
| 27   | 結界の都ラーバリア                       | 隅沢克之          | 松下ユキヒロ      | 上坪亮樹        | 服部憲知              | 4月13日         |
| 28   | 運命の絆                                 | 岸間信明          | 石山タカ明        | 平向智子        | 波風立流              | 4月20日         |
| 29   | 魔人の頭ゲイル!                          | 時村尚            | 則座誠            | 松下ユキヒロ    | 松島晃                | 4月27日         |
| 30   | 戦慄! 王宮守五神                         | 吉岡たかを        | 松下ユキヒロ      | 吉村章          | 森本浩文              | 5月4日          |
| 31   | ファイナルカウントダウン                 | 岸間信明          | 吉田俊司          | 吉田俊司        | 佐藤和巳              | 5月11日         |
| 32   | 第5の剣ブルークリムゾン                  | 時村尚            | 松下ユキヒロ      | 平向智子        | 松島晃                | 5月18日         |
| 33   | 蒼天四戦士クレア                         | 吉岡たかを        | 石山タカ明        | 則座誠          | 服部憲知              | 5月25日         |
| 34   | ゲイルとキング                           | 岸間信明          | 松下ユキヒロ      | 吉村章          | 波風立流              | 6月1日          |
| 35   | 戦う理由[わけ]                           | 隅沢克之          | 吉田俊司          | 吉田俊司        | 森本浩文              | 6月8日          |
| 36   | 哀しき空の向こうに…                      | 時村尚            | 則座誠            | 平向智子        | 松島晃                | 6月15日         |
| 37   | さらば友よ!                              | 吉岡たかを        | 渡部高志 吉田俊司 | 則座誠          | 佐藤和巳              | 6月22日         |
| 38   | 星の記憶                                 | 時村尚            | 石山タカ明        | 吉村章          | 服部憲知              | 6月29日         |
| 39   | RAVE誕生                                 | 吉岡たかを        | 新留俊哉          | 松下ユキヒロ    | 波風立流              | 7月6日          |
| 40   | 0065プルー・レジェンド                   | 隅沢克之          | 吉田俊司          | 吉田俊司        | 松島晃                | 7月13日         |
| 41   | 決死の路上パフォーマンス                 | 岸間信明          | 渡部高志 則座誠   | 平向智子        | 森本浩文              | 7月20日         |
| 42   | 空中カジノ エーデルレイク                | 時村尚            | 新留俊哉          | 吉村章          | 佐藤和巳              | 7月27日         |
| 43   | ケツプリ団の大逆襲                       | 吉岡たかを        | 松下ユキヒロ      | 松下ユキヒロ    | 服部憲知              | 8月3日          |
| 44   | デスストーム突破!                        | 岸間信明          | 吉田俊司          | 吉田俊司        | 波風立流              | 8月10日         |
| 45   | 降臨ダークブリングマスター               | 隅沢克之          | 松下ユキヒロ      | 平向智子        | 松島晃                | 8月17日         |
| 46   | 復活!! 六祈将軍[オラシオンセイス]        | 吉岡たかを        | 新留俊哉          | 吉村章          | 森本浩文              | 8月24日         |
| 47   | 竜人[ドラゴンレイス]の真実               | 時村尚            | 松下ユキヒロ      | 松下ユキヒロ    | 佐藤和巳              | 8月31日         |
| 48   | 哀しき銀術師[シルバークレイマー]         | 隅沢克之          | 吉田俊司          | 吉田俊司        | 服部憲知              | 9月7日          |
| 49   | 戦いの果てに                             | 吉岡たかを        | 新留俊哉          | 平向智子        | 松島晃                | 9月14日         |
| 50   | 記憶の扉                                 | 岸間信明          | 松下ユキヒロ      | 松下ユキヒロ    | 波風立流              | 9月21日         |
| 51   | 未来への誓い                             | 岸間信明          | 渡部高志          | 則座誠          | 森本浩文              | 9月28日         |

### 放送局
| 放送対象地域   | 放送局                    | 放送期間                        | 放送日時                                                                                |
| -------------- | ------------------------- | ------------------------------- | --------------------------------------------------------------------------------------- |
| 関東広域圏     | 東京放送 (TBS) 製作局     | 2001年10月13日 - 2002年9月28日  | 土曜 17:30 - 18:00                                                                      |
| 近畿広域圏     | 毎日放送 (MBS) 製作局     | 2001年10月13日 -                | 土曜 17:30 - 18:00（TBSとは同時間帯ながらも遅れネット）                                 |
| 中京広域圏     | 中部日本放送 (CBC) 製作局 | 2001年10月20日 -                | 土曜 7:00 - 7:30（遅れネット）                                                          |
| 福岡県         | RKB毎日放送 (RKB)         | 2001年11月11日 -                | 日曜 6:00 - 6:30 → 火曜 2:25 - 2:55（第26話 - ）                                        |
| 北海道         | 北海道放送 (HBC)          | 2001年10月20日 - 2002年10月6日  | 土曜 17:00 - 17:30 → 日曜 6:00 - 6:30（第25話 - ） （自社制作番組放送にともない枠移動） |
| 青森県         | 青森テレビ (ATV)          | 2001年10月23日 -                | 水曜 1:25 - 1:55                                                                        |
| 岩手県         | IBC岩手放送 (IBC)         | 2001年10月22日 -                | 火曜 1:20 - 1:50                                                                        |
| 宮城県         | 東北放送 (TBC)            | 2001年11月3日 -                 | 土曜 17:30 - 18:00                                                                      |
| 福島県         | テレビユー福島 (TUF)      | 2001年10月24日 -                | 木曜 0:50 - 1:20                                                                        |
| 山梨県         | テレビ山梨 (UTY)          | 2001年10月23日 -                | 水曜 1:25 - 1:55                                                                        |
| 長野県         | 信越放送 (SBC)            | 2002年4月6日 - 2003年4月5日     | 土曜 6:00 - 6:30                                                                        |
| 静岡県         | 静岡放送 (SBS)            | 2001年10月26日 -                | 土曜 2:35 - 3:05 → 土曜 2:15 - 2:45（第26話 - ）                                        |
| 富山県         | チューリップテレビ (TUT)  | 2001年10月21日 - 2002年10月6日  | 日曜 6:00 - 6:30                                                                        |
| 石川県         | 北陸放送 (MRO)            | 2001年10月28日 - 2002年10月27日 | 日曜 6:00 - 6:30                                                                        |
| 岡山県・香川県 | 山陽放送 (RSK)            | 2001年10月20日 -                | 土曜 6:00 - 6:30                                                                        |
| 広島県         | 中国放送 (RCC)            | 2001年10月21日 -                | 月曜 2:15 - 2:45 → 月曜 2:20 - 2:50（第26話 - ）                                        |
| 山口県         | テレビ山口 (tys)          | 2001年10月21日 -                | 月曜 1:35 - 2:05 → 月曜 1:45 - 2:15（第26話 - ）                                        |
| 愛媛県         | あいテレビ (ITV)          | 2001年10月20日 -                | 土曜 6:45 - 7:15 → 日曜 6:00 - 6:30（2002年4月から）                                    |
| 高知県         | テレビ高知 (KUTV)         | 2001年10月25日 -                | 木曜 16:30 - 17:00 → 木曜 16:25 - 16:55（2002年4月から）                                |
| 長崎県         | 長崎放送 (NBC)            | 2001年10月20日 -                | 土曜 6:00 - 6:30 → 土曜 7:00 - 7:30（2002年4月から）                                    |
| 鹿児島県       | 南日本放送 (MBC)          | 2001年10月28日 -                | 月曜 0:50 - 1:20 → 月曜 1:00 - 1:30（第26話 - ）                                        |

| TBS系 土曜17:30枠            | TBS系 土曜17:30枠                      | TBS系 土曜17:30枠                           |
| 前番組                       | 番組名                                 | 次番組                                      |
| ---------------------------- | -------------------------------------- | ------------------------------------------- |
| 逮捕しちゃうぞ Second Season | RAVE （ここまでTBS・MBS・CBC共同制作） | GetBackers-奪還屋- （TBS制作・MBS制作協力） |

### 関連商品

#### CD
主題歌CD
| タイトル          | アーティスト | 発売           |
| ----------------- | ------------ | -------------- |
| Butterfly Kiss    | 米倉千尋     | 2001年10月31日 |
| 琥珀のゆりかご    | 米倉千尋     | 2001年10月31日 |
| Higher and Higher | 雲子         | 2002年5月1日   |
| 飛行船            | 雲子         | 2002年5月1日   |

サウンドトラック
- RAVE THE SONG & STORY
- RAVE ボーカル&サウンドトラックII All need is RAVE
- RAVE オリジナルサウンドトラック III「MUSIC SIDE」
- RAVE ドラマ&キャラクターソング 「VARIETY SIDE」

## ゲーム

### ゲームソフト
発売元はすべてコナミ
- 『GROOVE ADVENTURE RAVE 悠久の絆』

PS用ソフトとして2002年1月30日（ベスト版は2003年8月7日）発売。
- 『GROOVE ADVENTURE RAVE 光と闇の大決戦』

GBA用ソフトとして2002年3月20日発売。アニメ版に先駆けてレット、キング、ゲイル、ルシアが登場。
- 『GROOVE ADVENTURE RAVE ファイティングライブ』

GC用ソフトとして2002年3月20日発売。アニメ版に先駆けてレット、キング、ゲイルが登場。
- 『プルーのだいぼうけん from GROOVE ADVENTURE RAVE』

PS用ソフトとして2002年7月25日発売。プルーが主人公のゲーム。
- 『GROOVE ADVENTURE RAVE 未完の秘石』

PS用ソフトとして2002年8月29日（ベスト版は2003年8月7日）発売。アニメ版には未登場だったアリス、セリア、オウガ、ドリューが登場。またキング戦直後の話である。
- 『GROOVE ADVENTURE RAVE 光と闇の大決戦2』

GBA用ソフトとして2002年9月26日発売。こちらはセリア、オウガ、ドリューが登場。

### ゲームアプリ
- 『RAVE』

講談社モバイルコンテンツ会員ダウンロードアプリとして2004年12月14日配信。ボーステック開発。パズルゲーム。
- 『RAVE ザ・トレジャーレーシング』

講談社モバイルコンテンツ会員ダウンロードアプリとして2005年8月23日配信。スペースアウト開発。ボードゲーム。
- 『RAVE アルティメットバトル』

Mobage：2013年5月27日配信、GREE：2013年8月28日配信、Mobcast：2014年3月27日。クリーク・アンド・リバー開発。ソーシャルゲーム。

## パチンコ・パチスロ
開発・製造元はすべて藤商事
- 『CR RAVE エンドレスバトル』（2012年2月中旬導入開始）
- 『パチスロ RAVE エンドレスバトル』（2013年9月上旬導入開始）
- 『CR RAVE この世界こそが真実だ』（2015年11月中旬導入開始）